# Maria Vehreschild
Maria Johanna Gobertina Tetuanui Vehreschild (* 1979 in Hamburg) ist eine deutsche Ärztin und Hochschullehrerin am Universitätsklinikum Frankfurt.

## Werdegang
Vehreschild studierte von 2000 bis 2006 Humanmedizin an der Charité Berlin mit Aufenthalten an der Universität Nizza in Frankreich und der  Universidade Federal de Minas Gerais und der Universidade de São Paulo in Brasilien. Anschließend promovierte sie an der Technischen Universität München und absolvierte den Diplomkurs Tropenmedizin am Bernhard-Nocht-Institut für Tropenmedizin. Danach forschte sie am Klinischen Studienzentrum II für Infektiologie am Universitätsklinikum Köln. Im Jahr 2012 wurde sie Fachärztin für Innere Medizin und habilitierte sich an der Universität zu Köln. Im Jahr 2014 erhielt sie das Weiterbildungszertifikat für Infektiologie der Deutschen Gesellschaft für Infektiologie (DGI). Seit 2016 ist sie Fachärztin für Innere Medizin, Hämatologie und Onkologie. Zusammen mit Andreas Stallmach hat sie 2016 das Buch „Mikrobiom. Wissensstand und Perspektiven“ (De Gruyter, Berlin/Boston, 2016, ISBN 978-3110452495) herausgegeben.
Seit 2018 ist Vehreschild Professorin für Infektiologie und leitet den Schwerpunkt Infektiologie am Universitätsklinikum Frankfurt. Sie leitet weiterhin die Arbeitsgruppe Mikrobiomforschung am Uniklinikum Köln. Sie ist seit 2023 Vorsitzende der Deutschen Gesellschaft für Infektiologie (DGI).

## Forschung
Vehreschild forscht zur Infektiologie und an Möglichkeiten, die Verbreitung von multiresistenten Bakterien einzudämmen. Ihr Schwerpunkt liegt dabei auf dem Mikrobiom in Darm, Lunge und Harntrakt. Sie untersucht auch den Effekt des Darmmikrobioms auf Krebserkrankungen.
Von Clostridium difficile verursachte, wiederkehrende Durchfallerkrankungen verursachen hohe Kosten für das Gesundheitswesen. Vehreschild konnte mittels Stuhltransplantationen erfolgreich Patienten mit schweren Clostridium difficile Infektionen behandelt. An der Universität zu Köln hat sie dafür ein Labor aufgebaut, um solche Präparate herzustellen und für klinische Studien bereitzustellen.
Sie arbeitet an der Prävention und Therapie für Infektionen mit multiresistenten Bakterien, meist Methicillin-resistente Staphylococcus aureus-Stämme oder Beta-Laktamase produzierende Enterobakterien (ESBL). Vehreschild arbeitet an Möglichkeiten, diese Infektionen zu bekämpfen, aber auch präventiv durch Krankenhaushygiene zu vermeiden oder zumindest Ausbrüche durch Überwachung frühzeitig festzustellen. Im Rahmen dessen koordiniert sie für das Deutsche Zentrum für Infektionsforschung (DZIF) den Forschungsbereich Krankenhauskeime und Antibiotika-resistente Bakterien.
Vehreschild und ihr Team am Universitätsklinikum Frankfurt betreuten bereits Anfang Februar 2020 im Rahmen der COVID-19-Pandemie die ersten mit dem Corona-Virus infizierte Reiserückkehrer aus China.

## Auszeichnungen
- Fellow der European Confederation of Medical Mycology (ECMM)[7]
- 2015: Best Abstract Award der Deutschen Gesellschaft für Hämatologie und Onkologie
- 2010: Nachwuchsförderpreis der Deutschen Gesellschaft für Mykologie

## Veröffentlichungen (Auswahl)
- Maria Vehreschild, Gerd Fätkenheuer, Leif Erik Sander, Christoph Lübbert, Siegbert Rieg, Georg Ertl, Bernd Salzberger. Infektiologie – eine neue Facharztdisziplin in Deutschland. Dtsch Med Wochenschr 2024; 149(09): 533-536[8]